# 浮动形广告
浮動式廣告（floating ads），指的是會隨滑鼠或游標移動的網路廣告。最常看到的是所謂浮水印廣告，會隨著網頁拉上拉下，在頁面左邊或是右邊跟著上下移動，吸引瀏覽者的注意。有些網站會直接在游標後有一段文字或圖像跟著滑鼠移動，這也屬於浮動式廣告。